# Odos Irodou Attikou

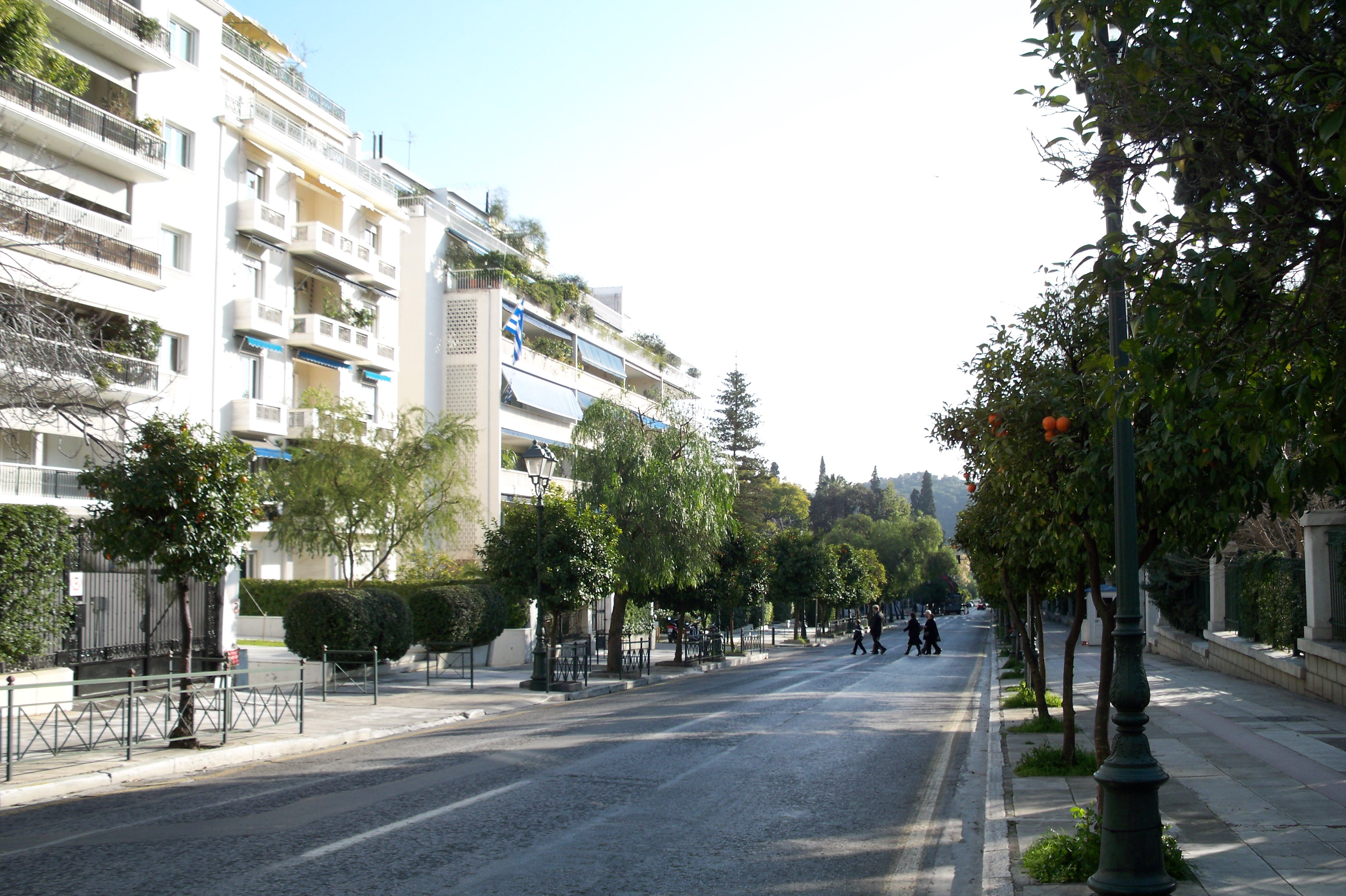
Irodou Attikou in Richtung Vasileos Konstantinou

Die Odos Irodou Attikou (griechisch Οδός Ηρώδου Αττικού [oˈðos iˈroðu atiˈku]) verläuft östlich des Zentrums der griechischen Hauptstadt Athen und grenzt an den Nationalgarten. Benannt ist die Straße nach dem antiken Rhetoriker, Politiker und Mäzen Herodes Atticus.
Die dreispurige Einbahnstraße beginnt an der Leoforos Vasilissis Sofias im Norden und verläuft nach Süden bis zur Leoforos Vasileos Konstandinou. 
Die Grundstückspreise entlang der Straße sind mit Abstand die höchsten in Griechenland und die Straße zählt zu den teuersten Straßen Europas. Die Straße mit nur fünf Häuserblocks auf der Ostseite wird durch Luxus-Appartements und Villen gesäumt, darunter das Kronprinzenpalais, das heute als Amtssitz des Präsidenten dient, die Villa Maximos (Amtssitz des griechischen Ministerpräsidenten). Kolonaki, ein elegantes Viertel von Wohlhabenden schließt sich nach Norden an, der Nationalgarten begrenzt die Straße nach Westen und das Panathinaiko-Stadion schließt sich im Südosten an. Die Kaserne der Präsidialgarde bilden die einzigen Gebäude auf der Westseite der Straße. Die Straße steht ständig unter schwerer Bewachung von Polizisten in Uniform und in Zivil.